# Юная любовь
Юная любовь (англ. Young Love) — американский короткометражный немой фильм 2014 года. Главные роли в фильме исполнили Дженна Ортега, Дрю Джастис, Алиша Кардрелла и Алекс Пресс.

## Сюжет
Фильм рассказывает о влюблённости двух детей.

## В ролях
- Дженна Ортега
- Дрю Джастис[нем.]
- Алиша Кардерелла
- Алекс Пресс

## Производство
Производство фильма началось в мае 2013 года. Кастинг актёров для фильма состоялся 21 мая 2013 года. В июне того же года кинокомпания Джима Денди определилась с выбором локации. 16 и 18 ноября кастинг актёров был собран, на роли были выбраны Дженна Ортега, Дрю Джастис, Алиша Кардерелла и Алекс Пресс. В декабре 2013 года было объявлено о режиссёре и актёрском составе. 10 августа 2014 года съемки и монтаж фильма были завершены. 13 октября 2014 года состоялась премьера фильма на кинофестивале ReKon.